# Internazionali di Modena 2005
Internazionali di Modena — жіночий тенісний турнір, який відбувся в місті Модена, Італія 2005 року. Турнір був частиною туру WTA з призовим фондом 140 000 USD.

## Фінали

### Одиночний розряд
| Рік  | Чемпіон       | Фіналіст       | Рахунок           |
| ---- | ------------- | -------------- | ----------------- |
| 2005 | Анна Смашнова | Татьяна Гарбін | 6–6(3–0), знялася |

### Парний розряд
| Рік  | Чемпіонки                             | Фіналістки                             | Рахунок  |
| ---- | ------------------------------------- | -------------------------------------- | -------- |
| 2005 | Юлія Бейгельзимер Мервана Югич-Салкич | Габріела Навратілова Міхаела Паштікова | 6–2, 6–0 |